# Richard Pulteney

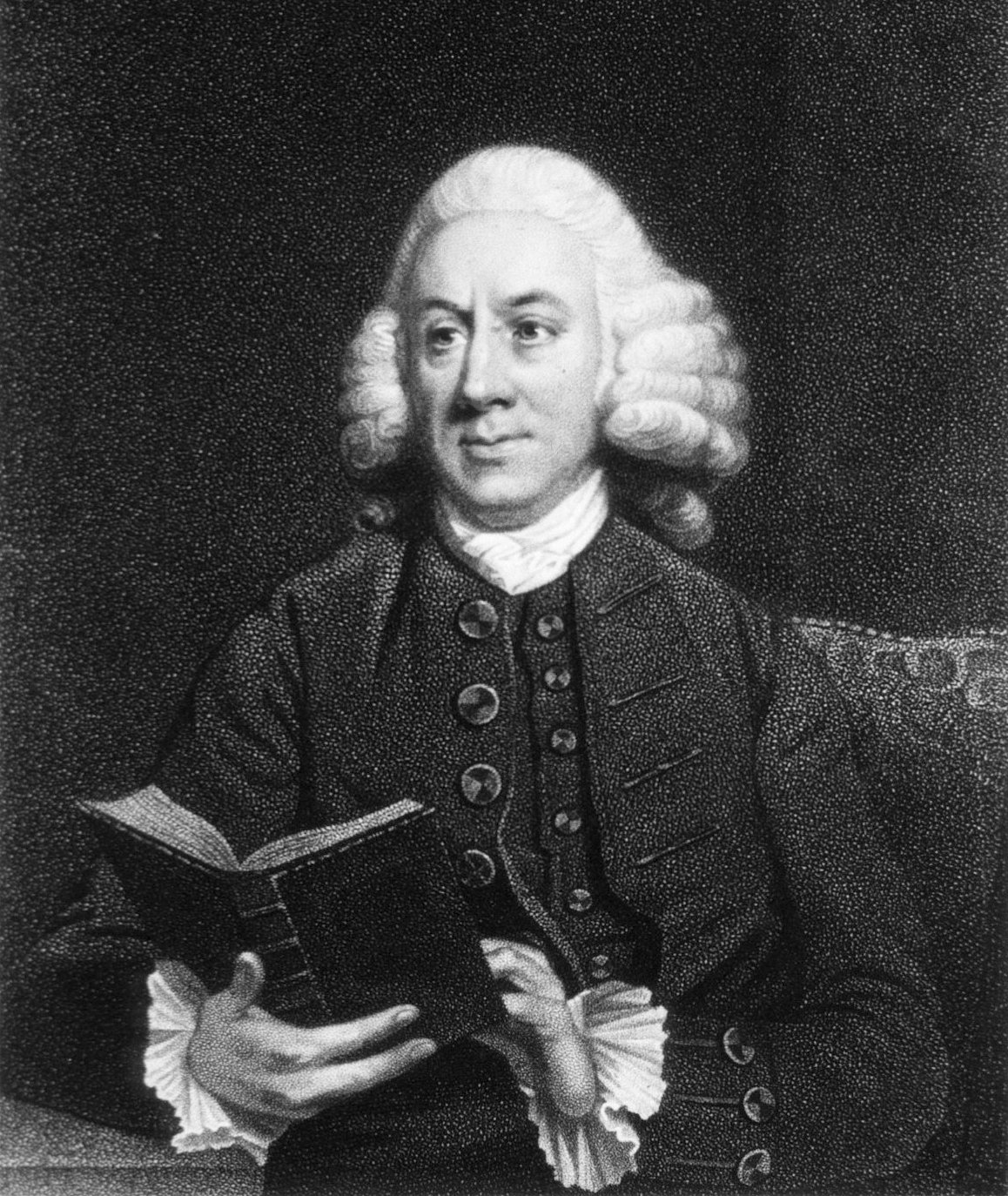
Richard Pulteney

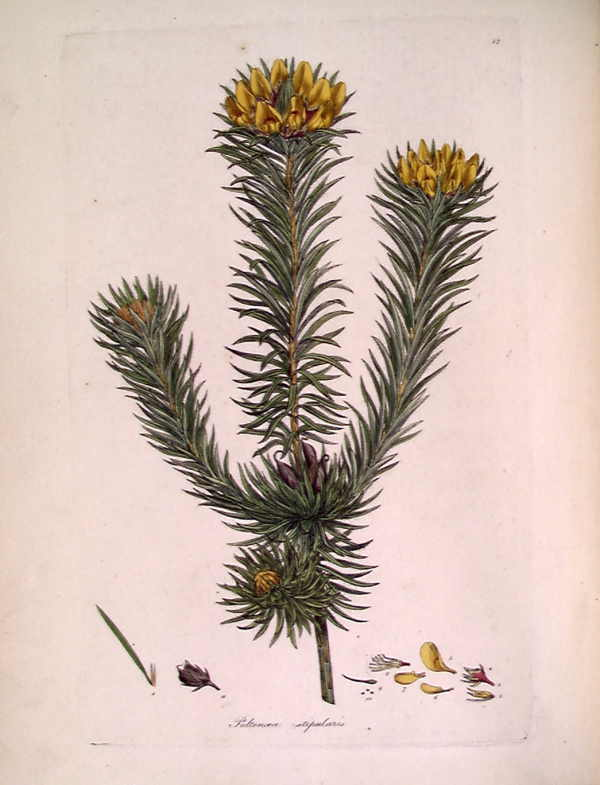
Pultenaea stipularis Sm. - eine Art der nach ihm benannten Gattung Pultenaea.

Richard Pulteney (* 17. Februar 1730 in Loughborough; † 13. Oktober 1801 in Blandford, Dorset) war ein englischer Arzt,  Botaniker und Malakologe. Sein offizielles botanisches Autorenkürzel lautet „Pult.“

## Leben und Wirken
Richard Pulteney war der Sohn des Nonkonformisten Samuel Pulteney. Er ging auf die Grammar School in Loughborough und nahm anschließend eine Ausbildung als Apotheker auf. Während seiner Ausbildung zog er mit seinem Lehrmeister nach Mountsorrel. Anschließend praktizierte er als Chirurg und Apotheker in Leicester.
Pulteney studierte die Flora von Leicestershire und stellte einen Pflanzenkatalog zusammen, der 1757 in den Philosophical Transactions veröffentlicht wurde. Von 1760 an schrieb er zumeist botanische Beiträge für das Gentleman’s Magazine. Am 25. November 1762 wurde er als Mitglied in die Royal Society aufgenommen, 1764 erwarb er an der Universität Edinburgh mit einer Dissertation über den Chinarindenbaum Cinchona officinalis seinen Abschluss als Doktor der Medizin.
Im gleichen Jahr wurde er William Pulteney, 1. Earl of Bath (1684–1764) vorgestellt, der ihn als Verwandten anerkannte und für den er als Arzt arbeiten sollte, was dessen Tod jedoch verhinderte. Pulteney nahm 1765 eine Stelle als Arzt in Blandford in Dorsetshire an, wo er sein weiteres Leben über blieb. Er heiratete mit ungefähr 50 Jahren.
1781 schrieb er in A general view of the writings of Linnaeus über das Leben und die Schriften von Carl von Linné. Mit dem 1790 erschienenen dreibändigen Werk Historical and biographical sketches of the progress of botany in England... leistete er einen großen Beitrag zur Aufarbeitung der botanischen Geschichte Großbritanniens. 1790 wurde er Mitglied der Linné-Gesellschaft und 1793 Mitglied der Royal Society von Edinburgh.
Im Alter von 71 Jahren starb er 1801 an Lungenentzündung. Seine Sammlung von Muscheln und Mineralien sowie sein Herbarium hinterließ er der Linné-Gesellschaft. Sein Herbarium befindet sich heute im Britischen Museum.

## Ehrungen
James Edward Smith benannte ihm zu Ehren die Gattung Pultenaea der Pflanzenfamilie der Hülsenfrüchtler (Fabaceae).

## Schriften (Auswahl)

### InPhilosophical Transactions
- An Account of. Some of the more rare English Plants observed in Leicestershire. In: Philosophical Transactions. Band 49, 1757, S. 803–866 (doi: 10.1098/rstl.1755.0113).
- A catalogue of some of the more rare plants found in the neighbourhood of Leicester, Loughborough and in Charley Forest. In: Philosophical Transactions. Band 49, S. 866, 1757
- In The Case of a Man, Whose Heart Was Found Enlarged to a Very Uncommon Size. In: Philosophical Transactions. Band 52,  1761/1762
- A Letter from Richard Pulteney, M.D. F.R.S. to William Watson, M.D. F.R.S. concerning the Medicinal Effects of a Poisonous Plant Exhibited Instead of the Water Parsnep. In: Philosophical Transactions. Band 62, 1772
- An Account of Baptisms, Marriages, and Burials, during Forty Years, in the Parish of Blandford Forum, Dorset. In: Philosophical Transactions. Band 68, 1778

### Originalausgaben
- Dissertatio medica inauguralis, de Cinchona officinali Linnaei; sive cortice peruviano… Edinburgh 1764.
- A general view of the writings of Linnaeus. London 1781 (Digitalisat).
  - 2. Auflage, J. Mawman, London 1805 (Digitalisat).
- Historical and biographical sketches of the progress of botany in England: from its origin to the introduction of the Linnaean system. 2 Bände, London 1790 (Digitalisat).
- The history and description of a minute epiphyllous lycoperdon growing on the leaves of the Anemone nemorosa. London 1794.
- Catalogues of the Birds, Shells, and some of the more rare Plants of Dorsetshire. London 1799.
- Observations on the economiocal use of the Ranunculus aquatilis with introductory remarks on the acrimonious and poisonous quality of some of the English species of that genus. London 1800.

### Deutsche Ausgaben
- D.Richard Pulteney's Geschichte der Botanik bis auf die neueren Zeiten, mit besondrer Rücksicht auf England. Für Kenner und Dilettanten. Leipzig, 1798 - Übersetzer: Karl Gottlob Kühn.